# K. C. Jones
K. C. Jones (Taylor, Texas; 25 de mayo de 1932-25 de diciembre de 2020) fue un jugador y entrenador de baloncesto estadounidense que disputó 9 temporadas en la NBA. Con 1,86 metros de altura, jugaba en la posición de base. Como jugador, consiguió 8 anillos de campeón de la NBA, y como entrenador consiguió otros 2 más.

## Trayectoria deportiva

### Universidad
Jugó la liga de baloncesto universitario con los Dons de la Universidad de San Francisco, donde junto a Bill Russell, consiguieron dos títulos de la NCAA en 1955 y 1956, aunque en esta última temporada no pudo jugar, al ser su quinto año en la universidad. No obstante, fue elegido para disputar con la selección de baloncesto de Estados Unidos los Juegos Olímpicos de Melbourne 1956, donde lograron el oro.
Promedió, durante su temporada universitaria, un total de 9,8 puntos y 5,1 rebotes.

### Profesional

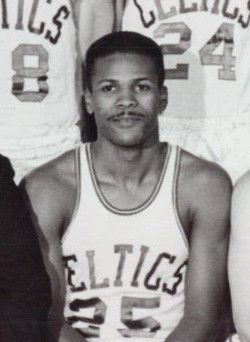
Jones, en 1960.

Fue elegido en la segunda ronda del draft de la NBA de 1956 por los Boston Celtics, aunque no llegó a vestir la camiseta verde hasta 1958, tras dos años de servicio militar. Sus 9 temporadas como profesional transcurrieron en la ciudad de Massachusetts, donde coincidió con la época dorada del equipo, logrando 8 campeonatos. En la Historia de la NBA, solo sus compañeros Bill Russell y Sam Jones consiguieron más anillos que K. C. en una carrera profesional.
Tras perder en los Play-offs de 1967 ante los Philadelphia 76ers, K. C. se retiró de las canchas, siendo reconocido como uno de los mejores defensores de la historia, un auténtico "perro de presa" según sus compañeros y, sobre todo, sus rivales. Y, junto a Sam Jones, formó una pareja de base-escolta a la altura de la que la precedió en el equipo, la formada por Bob Cousy y Bill Sharman. Además, los dos Jones ganaron más anillos de campeón que aquellos.
Sin embargo, nunca fue elegido para jugar un All-Star Game pese a esos logros.
Posee un curioso récord: no es muy frecuente que un jugador consiga el anillo de campeón en su año de rookie, pero K. C. Jones lo consiguió, no solo en su primer año, sino también en los 7 años siguientes. Es el único jugador que ha logrado 8 anillos de campeón en sus 8 primeros años de carrera. Jugó uno más en el que no consiguió nada y se retiró justo después. Sus compañeros "Satch" Sanders y John Havlicek se acercaron a este récord, pues, en la misma época, consiguió 6 anillos en sus 6 primeras temporadas el primero, y 4 en sus 4 primeras temporadas el segundo respectivamente.

### Entrenador
Su etapa como entrenador principal comenzó en los San Diego Conquistadors, un equipo de la extinta liga ABA que desapareció muy pronto. Previamente, había sido asistente en Los Angeles Lakers, donde el entrenador jefe era su amigo y excompañero en los Celtics Bill Sharman, con el que consiguió el título de campeón de la temporada 71-72. De ahí pasó a los Capital Bullets, donde permaneció durante 3 temporadas. 
En 1978 entró a formar parte del equipo de entrenadores asistentes de los Celtics logrando el título de la temporada 80-81, siendo el entrenador jefe Bill Fitch. Fue nombrado entrenador jefe en 1983 tras la destitución de Fitch. Estuvo 5 años ocupando el banquillo en Boston, logrando dos títulos de la NBA, con jugadores en sus filas de la talla de Larry Bird, Dennis Johnson, Robert Parish o Kevin McHale, entre otros. 
Posteriormente, de 1990 a 1992, dirigió durante temporada y media a los Seattle Supersonics.
En 1994, se unió al cuerpo técnico de los Detroit Pistons como asistente de Don Chaney por una temporada.
En 1996, volvió a los Celtics como asistente.
Jones volvió a ser entrenador principal en 1997 al elegir a las New England Blizzard de la American Basketball League (ABL) femenina.

## Estadísticas de su carrera en la NBA
|  | Denota temporadas en las que ganó un Campeonato de la NBA |

### Temporada regular
| Año     | Equipo | PJ  | MPP  | %TC  | %TL  | RPP | APP | PPP |
| ------- | ------ | --- | ---- | ---- | ---- | --- | --- | --- |
| 1958–59 | Boston | 49  | 12.4 | .339 | .603 | 2.6 | 1.4 | 3.5 |
| 1959–60 | Boston | 74  | 17.2 | .408 | .753 | 2.7 | 2.6 | 6.3 |
| 1960–61 | Boston | 78  | 20.6 | .338 | .664 | 3.6 | 3.2 | 7.6 |
| 1961–62 | Boston | 80  | 25.7 | .406 | .634 | 3.7 | 4.3 | 9.2 |
| 1962–63 | Boston | 79  | 24.6 | .389 | .633 | 3.3 | 4.0 | 7.2 |
| 1963–64 | Boston | 80  | 30.3 | .392 | .524 | 4.7 | 5.1 | 8.2 |
| 1964–65 | Boston | 78  | 31.2 | .396 | .630 | 4.1 | 5.6 | 8.3 |
| 1965–66 | Boston | 80  | 33.9 | .388 | .690 | 3.8 | 6.3 | 8.6 |
| 1966–67 | Boston | 78  | 31.4 | .397 | .630 | 3.1 | 5.0 | 6.2 |
| Total   | Total  | 676 | 25.9 | .387 | .647 | 3.5 | 4.3 | 7.4 |

### Playoffs
| Año   | Equipo | PJ  | MPP  | %TC  | %TL   | RPP | APP | PPP  |
| ----- | ------ | --- | ---- | ---- | ----- | --- | --- | ---- |
| 1959  | Boston | 8   | 9.4  | .250 | 1.000 | 1.5 | 1.3 | 1.9  |
| 1960  | Boston | 13  | 17.8 | .338 | .773  | 3.5 | 1.1 | 5.5  |
| 1961  | Boston | 9   | 11.4 | .300 | .500  | 2.1 | 1.7 | 2.8  |
| 1962  | Boston | 14  | 23.5 | .431 | .717  | 4.0 | 3.9 | 9.0  |
| 1963  | Boston | 13  | 19.6 | .297 | .700  | 2.8 | 2.8 | 4.5  |
| 1964  | Boston | 10  | 31.2 | .347 | .520  | 3.7 | 6.8 | 6.3  |
| 1965  | Boston | 12  | 33.0 | .413 | .778  | 3.3 | 6.2 | 10.1 |
| 1966  | Boston | 17  | 31.9 | .413 | .684  | 3.1 | 4.4 | 7.6  |
| 1967  | Boston | 9   | 28.2 | .320 | .611  | 2.7 | 5.3 | 6.6  |
| Total | Total  | 105 | 23.8 | .367 | .691  | 3.0 | 3.8 | 6.4  |

## Logros y reconocimientos

### Como jugador
- 8 veces Campeón de la NBA (1959, 1960, 1961, 1962, 1963, 1964, 1965, 1966)
- Su camiseta con el número 25 fue retirada como homenaje.
- Miembro del Basketball Hall of Fame desde 1989.

### Como entrenador
- 2 veces Campeón de la NBA (1984, 1986)
- Llevó a su equipo a ganar durante 3 temporadas consecutivas 60 o más partidos (récord de la NBA).
- 4 veces consecutivas campeón de la Conferencia Este (entre 1984 y 1988).

## Vida personal
Falleció el 25 de diciembre de 2020, en un centro asistencial de Connecticut, a los 88 años. Padecía la enfermedad de Alzheimer.